# Ерлвілл (Нью-Йорк)
Ерлвілл (англ. Earlville) — селище (англ. village) в США, в округах Медісон і Ченанго штату Нью-Йорк. Населення — 774 особи (2020).

## Географія
Ерлвілл розташований за координатами 42°44′24″ пн. ш. 75°32′37″ зх. д. / 42.74000° пн. ш. 75.54361° зх. д. (42.740080, -75.543605).  За даними Бюро перепису населення США в 2010 році селище мало площу 2,80 км², уся площа — суходіл.

## Демографія
Згідно з переписом 2010 року, у селищі мешкали 872 особи в 354 домогосподарствах у складі 223 родин. Густота населення становила 312 осіб/км².  Було 405 помешкань (145/км²).
Расовий склад населення:
| - 98,3 % — білих - 0,6 % — чорних або афроамериканців - 0,2 % — корінних американців |

До двох чи більше рас належало 0,9 %. Частка іспаномовних становила 1,5 % від усіх жителів.
За віковим діапазоном населення розподілялося таким чином: 24,7 % — особи молодші 18 років, 59,2 % — особи у віці 18—64 років, 16,1 % — особи у віці 65 років та старші. Медіана віку мешканця становила 40,6 року. На 100 осіб жіночої статі у селищі припадало 98,6 чоловіків;  на 100 жінок у віці від 18 років та старших — 92,7 чоловіків також старших 18 років.
Середній дохід на одне домашнє господарство  становив 52 878 доларів США (медіана — 40 313), а середній дохід на одну сім'ю — 57 231 долар (медіана — 41 635). Медіана доходів становила 32 375 доларів для чоловіків та 41 938 доларів для жінок. За межею бідності перебувало 15,0 % осіб, у тому числі 20,2 % дітей у віці до 18 років та 1,3 % осіб у віці 65 років та старших.
Цивільне працевлаштоване населення становило 470 осіб. Основні галузі зайнятості: освіта, охорона здоров'я та соціальна допомога — 34,3 %, мистецтво, розваги та відпочинок — 14,7 %, науковці, спеціалісти, менеджери — 9,4 %, виробництво — 9,4 %.